# Parlament Wybrzeża Kości Słoniowej
Parlament Wybrzeża Kości Słoniowej – bikameralny organ władzy ustawodawczej w Wybrzeżu Kości Słoniowej. Dzieli się na dwie izby:
- Zgromadzenie Narodowe – izba niższa,
- Senat – izba wyższa.

Od ogłoszenia niepodległości w 1960 roku parlament krajowy był jednoizbowy, istniało tylko Zgromadzenie Narodowe. W 2016 roku na mocy nowej konstytucji i po zatwierdzeniu przez obywateli w referendum z dnia 30 października tego samego roku utworzono drugą izbę, Senat. Pierwsze wybory do Senatu odbyły się 24 marca 2018.